# Grand Theft Auto IV
Grand Theft Auto IV је акционо-авантуристичка игра из 2008. године коју је развио Rockstar North, а објавио Rockstar Games. То је шести главни део у серијалу Grand Theft Auto, након Grand Theft Auto: San Andreas из 2004. године, и једанаести део укупно. Смештена у измишљеном Либерти Ситију, заснованом на Њујорку, прича прати источноевропског ратног ветерана Ника Белића и његове покушаје да побегне од прошлости док је под притиском познатих криминалаца. Дизајн отвореног света омогућава играчима слободно лутање по Либерти Ситију, који се састоји од три главна острва, и суседној држави Олдерни, која је заснована на Њу Џерзију.
Игра се игра из перспективе трећег лица, а играч се креће пешке и возилима. Током режима за једног играча, играчи контролишу Ника Белића. У игри је укључен и онлајн режим за више играча, који омогућава до 32 играча да се укључе у кооперативну и такмичарску игру у рекреацији режима за једног играча. Касније су објављена два проширења за игру, „Изгубљени и проклети“ и „Балада о геј Тонију“, која оба садрже нове заплете који су међусобно повезани са главном радњом Grand Theft Auto IV и прате нове протагонисте.
Развој игре Grand Theft Auto IV почео је убрзо након објављивања игре San Andreas и учествовали су многи Rockstar студији широм света. Игра је увела прелазак на реалнији и детаљнији стил и тон серијала. За разлику од претходних игара, Grand Theft Auto IV није имао снажан кинематографски утицај, јер је тим покушао оригиналан приступ причи. Као део истраживања отвореног света, развојни тим је спровео опсежно теренско истраживање у Њујорку, снимивши преко 100.000 фотографија и неколико сати видеа. Програмери су сматрали свет најважнијим елементом игре; иако није највећа мапа у серији, сматрали су је упоредивом по обиму због своје вертикалности и нивоа детаља. Буџет се попео на преко 100 милиона америчких долара, што је чини једном од најскупљих видео игара.
Grand Theft Auto IV је објављен за конзоле PlayStation 3 и Xbox 360 у априлу 2008. године, а за Windows у децембру. Добио је критичко признање, а похвале су биле упућене наративу и дизајну отвореног света. Grand Theft Auto IV је оборио рекорде продаје у индустрији и постао најбрже продавани забавни производ у историји у то време, зарадивши 310 милиона америчких долара у првом дану и 500 милиона америчких долара у првој недељи. Сматра се једним од најзначајнијих наслова седме генерације видео игара, а од стране многих критичара и једном од најбољих видео игара свих времена, освојио је признања на крају године, укључујући награде за игру године од неколико гејмерских публикација. Међу најпродаванијим је видео играма са преко 25 милиона продатих примерака до 2013. године. Игра је изазвала контроверзе, а критике су биле усмерене на приказ насиља у игри и способност играча да возе пијани. Његов наследник, Grand Theft Auto V, објављен је 2013. године.

## Синопсис

### Поставка
Grand Theft Auto IV се одвија 2008. године, у алтернативној верзији Либерти Ситија виђене у Grand Theft Auto III. Дизајн града се фокусира на рекреацију четири општине Њујорка: Брокер (заснован на Бруклину), Дјукс (Квинс), Бохан (Бронкс) и Алгонкин (Менхетн). Радња се одвија и у суседној држави Олдерни (заснованој на Њу Џерзију). У причи се објашњава да су мостови закључани због терористичке претње и да полиција стално прогони играче ако се мостови пређу. Ове барикаде се подижу како играч напредује у причи, омогућавајући му да неометано прелази између острва.
Grand Theft Auto IV је смештен у фиктивни „HD универзум“, који одражава и пародира стварни свет. Претходне игре су формирале сопствене фиктивне универзуме, који се, упркос многим сличностима са HD универзумом, сматрају различитим континуитетима. Стога се Либерти Сити приказан у Grand Theft Auto IV разликује од својих претходних верзија, а сама игра служи као рестарт серије. Нова временска линија коју је успоставио Grand Theft Auto IV наставила се са два пакета проширења, „Изгубљени и проклети“ и „Балада о геј Тонију“ и наставком, Grand Theft Auto V, као и његовом онлајн компонентом, Grand Theft Auto Online. Игра за преносне рачунаре Grand Theft Auto: Chinatown Wars се такође сматра делом HD универзума, јер садржи исту мапу као Grand Theft Auto IV, осим Олдернија.

### Заплет
Нико Белић, бивши војник из Источне Европе, стиже у Либерти Сити теретним бродом Platypus како би побегао од своје криминалне прошлости, остварио амерички сан и потражио човека који је издао његову војну јединицу у заседи током рата десет година раније. Поново се удруживши са својим рођаком Романом, открива да су његове приче о богатству измишљене. Роман живи у малом, прљавом стану, поседује непрофитабилну такси компанију и има коцкарске дугове и спорове са зеленашима. Нико почиње да помаже Роману са његовим проблемима, где ствара криминалне контакте у граду. Спријатељује се са Јамајчанином, Малим Џејкобом, и приморан је да ради за Влада Глебова, руског зеленаша. Нико на крају убија Влада када сазна да је спавао са Романовом девојком, Малори.
У знак одмазде, Ника и Романа киднапују руски мафијаши по наређењу њиховог шефа Михаила Фаустина и његовог поручника, Димитрија Раскалова. Равнодушан према Владовом убиству, Фаустин их пушта на слободу и запошљава Ника као убицу. Фаустин наређује Нику да убије сина руског криминалналца Кенија Петровића. Када Петровић запрети одмаздом, Димитриј наговара Ника да убије Фаустина како би смирио Петровића. Међутим, Димитриј га издаје након убиства и доводи Ника његовом бившем послодавцу, Реју Булгарину, који оптужује Ника да га је покрао током неуспелог посла трговине људима годинама раније. Нико пориче оптужбе и долази до пуцњаве, што омогућава Димитрију и Булгарину да побегну.
Димитријеви људи пале Ников и Романов стан и такси компанију, приморавајући их да побегну у Бохан. Док Нико проналази посао код неколико локалних нарко-босова, Димитри накратко киднапује Романа у неуспелом покушају да намами Ника у замку. Касније, Нико открива да је његова романтична партнерка, жена по имену Мишел, тајни владин агент, која га затим наводи да ради за свог претпостављеног. У замену за убиства познатих или осумњичених терориста, она брише Ников кривични досије и помаже му у потрази за издајником. Роман добија велику количину новца од осигурања због пожара, коју он користи за обнову посла и куповину стана у Алгонкину. Роман ће затим запросити Малори.
Док је радио за ирску мафију, Нико се спријатељује са гангстером Патриком „Пакијем“ МекРијеријем, помажући њему и његовој браћи да обављају разне послове, укључујући и велику пљачку банке. Нику касније пристиже Реј Бочино, капореџиме у криминалној породици Пегорино, да надгледа посао са дијамантима, који креће по злу. Бочино узвраћа Никоу тако што му помаже да пронађе свог бившег друга Флоријана Кравића, сада познатог као Берни Крејн, који тврди да он није издао њихову јединицу. Нико схвата да је издајник био Дарко Бревић, једини други преживели. Нико наставља да ради за мафију и стиче поверење Дон Џимија Пегорина, који му наређује да убије Бочина након што га је посумњао да је полицијски доушник. Нико такође помаже Пакију да отме ћерку Дон Ђованија Анчелотија како би је откупио за дијаманте, али Булгарин пресрета размену. У насталој пуцњави, дијаманти су изгубљени.
На крају, владини агенти проналазе Дарка у Румунији и доводе га у Либерти Сити како би Нико одлучио о његовој судбини. Након тога, Пегорино позива Ника за последњу услугу: да му помогне око веома уносног посла са хероином у дослуху са Димитријем. Сазнавши да је Димитри на броду Platypus, Нико мора да одлучи да ли ће сарађивати са Димитријем или ће се осветити. Ако Нико пристане на договор, Димитри га поново издаје, убија Пегорина и шаље убицу да убије Ника на Романовом венчању, али убица ће случајно убити Романа; Нико узвраћа тако што прати и убија Димитрија. Ако Нико изабере освету, убије Димитрија, што наводи Пегорина да покуша да убије Ника на Романовом венчању, али случајно убија Пакијеву сестру Кејт, са којом се Нико забављао; Нико прати и убија Пегорина. У оба завршетка, Нико сазнаје да је Малори трудна.

## Контроверзе

### Пре објављивања
Године 2007, тадашњи адвокат из Флориде Џек Томпсон, познат по својим кампањама против ГТА серије, изјавио је да ће предузети мере како би спречио продају игре Grand Theft Auto IV малолетницима. Дана 14. марта, Take-Two је поднео тужбу против Томпсона како би превентивно ограничио његове покушаје да забрани продају игре. Томпсон је одговорио подношењем контратужбе оптужујући Take-Two за кршење савезних RICO закона, кривично сведочење и ометање правде, као и заверу да желе да га лише грађанских права. Дана 20. априла, обе стране су постигле нагодбу сложивши се да одустану од својих тужби: Томпсону је забрањено да тужи ради забране продаје или дистрибуције игара Take-Two-а, али је могао да делује као адвокат у тужбама других страна, док се Take-Two сложио да одустане од тужбе за непоштовање суда против Томпсона у вези са наводним непримереним понашањем током судских рочишта за игру Rockstar-а Bully (2006).
Дана 18. септембра 2007. године, Томпсон је поднео документ савезном суду на Флориди, тврдећи да је мета атентата у мисији у игри Grand Theft Auto IV лик адвоката заснован на њему самом. Претио је да ће „предузети неопходне и одговарајуће мере да заустави објављивање игре“ ако се сличности не отклоне. У априлу 2008. године, Томпсон је написао писмо упућено мајци председника компаније Take-Two, Штрауса Зелника, у којем је назвао Grand Theft Auto „симулатором убиства“ и критиковао Зелниково одрастање, упоређујући његово искуство у извиђачима са Хитлерјугендом. Томпсон је касније тврдио да је послао писмо Зелниковом адвокату, формулишући га као пародију како би изазвао „срамоту“ код Зелника.
Након објављивања првог трејлера у марту 2007. године, званичници Њујорка критиковали су избор свог града као инспирације за Либерти Сити; Питер Валоне млађи, председник одбора за јавну безбедност градског већа, упоредио је то са „смештањем Халоа у Дизниленд“. Портпарол градоначелника Мајкла Блумберга рекао је да „градоначелник не подржава ниједну видео игру у којој се зарађују поени на повређивању или убијању полицајаца“. Џејсон Дела Рока, извршни директор Међународног удружења програмера игара, оптужио је градске званичнике за дупле стандарде због критиковања видео игара, али избегавања аргумента за књиге, филмове и телевизијске серије смештене у граду.